# J. J. エバース賞
エバース賞（The J. J. Ebers Award）は、電子デバイスの進歩を促進するために、IEEEが1971年に設立した賞。
特にトランジスタに関する貢献により、電子デバイスの理解と技術を形成したジュエル・ジェームス・エバースを記念するものである。毎年、電子デバイスの広い分野で、科学的、経済的、社会的に意義のあると認められた単一または一連の貢献をした1人または複数の個人に贈られる。受賞者には賞状と5,000ドルの小切手が授与され、IEEEの国際電子デバイス会議において発表される。

## 受賞者
- 1971年 - ジョン・L・モル
- 1972年 - Charles W. Mueller
- 1973年 - ハーバート・クレーマー
- 1974年 - アンドルー・グローヴ
- 1975年 - Jacques I. Pankove
- 1976年 - Marion E. Hines
- 1977年 - Anthony E. Siegman
- 1978年 - Hung C. Lin
- 1979年 - James M. Early
- 1980年 - James D. Meindl
- 1981年 - Chih-Tang Sah
- 1982年 - Arthur G. Milnes
- 1983年 - Adolf Goetzberger
- 1984年 - 林厳雄
- 1985年 - Walter F. Kosonocky
- 1986年 - Pallab K. Chatterjee
- 1987年 - Robert W. Dutton
- 1988年 - Al F. Tasch Jr.
- 1989年 - Tak H. Ning
- 1990年 - 武石喜幸
- 1991年 - サイモン・ジィー
- 1992年 - Louis C. Parrillo
- 1993年 - Karl Hess
- 1994年 - Alfred U. Macrae
- 1995年 - マーティン・グリーン
- 1996年 - 酒井徹志[1]
- 1997年 - Marvin H. White
- 1998年 - B. Jayant Baliga
- 1999年 - James T. Clemens、MOS VLSI電子デバイスへの基本的貢献に対して。
- 2000年 - Bernard S. Meyerson、Si/SiGeヘテロ構造の成長への多大な貢献と電気通信集積回路への応用におけるリーダーシップに対して。
- 2001年 - 岩井洋[2]、CMOSデバイスの継続的なスケーリングに対する持続的なリーダーシップと技術的貢献。
- 2002年 - Lester F. Eastman、高周波ヘテロ構造トランジスタの開発における持続的な技術貢献とリーダーシップに対して。
- 2003年 - James D. Plummer、パワーメモリとロジックのための新しいデバイスへの貢献、およびプロセスモデリングへの根本的な貢献。
- 2004年 - Jerry G. Fossum、モデリングを通じた SOI CMOS デバイスおよび回路の進歩への顕著な貢献に対して。
- 2005年 - Bijan Davari、 超微細CMOS技術への貢献、および半導体産業へのインパクトに対して[3]。
- 2006年 - Ghavam Shahidi、 Silicon-On-Insulator CMOS技術開発への貢献とリーダーシップに対して[3]。
- 2007年 - Stephen J. Pearton 、 化合物半導体プロセス技術の高度化、化合物半導体デバイスにおける欠陥や不純物の役割の解明[3]。
- 2008年 - Mark R. Pinto、 広く応用されている半導体技術シミュレーションツールへの貢献[3]。
- 2009年 - Baruch Levush、 真空エレクトロニクス業界で広く適用されているシミュレーション ツールの開発への貢献[3]。
- 2010年 - Mark E. Law、 広く使用されているシリコン集積回路プロセスモデリングへの貢献[4]。
- 2011年 - Stuart Wenham、 太陽電池の高効率と商業化を成功させた技術的貢献[4]。
- 2012年 - Yuan Taur、 数世代にわたるCMOSプロセス技術の進歩への貢献に対して[4]。
- 2013年 - 寺西信一、 イメージセンサーで広く使用されている埋込フォトダイオードのコンセプトの開発[4]。
- 2014年 - Joachim N. Burghartz、 無線通信IC用の統合スパイラルインダクタおよびフレキシブル・エレクトロニクス用の超薄型シリコンデバイスへの貢献[4]。
- 2015年 - 孫元成、 エネルギー効率の高いファウンドリCMOS技術に対する持続的なリーダーシップと技術的貢献[4]。
- 2016年 - Jaroslav Hynecek、 CCDおよびCMOSイメージセンサ技術の先駆的な取り組みと進歩に対する貢献[4]。
- 2017年 - Kang L. Wang、歪みシリコンゲルマニウム（SiGe）および磁気メモリ技術における貢献とリーダーシップに対して。
- 2018年 - Michael Shur、ナノスケール半導体デバイスにおける弾道性伝導の概念の先駆者として。
- 2019年 - H.-S. Philip Wong、シリコン・デバイスおよび技術の微細化への先駆的貢献に対して。
- 2020年 - Arokia Nathan、 薄膜トランジスタとフレキシブル/折り畳み可能なエレクトロニクス統合戦略に関する研究[5][6][7]。
- 2021年 - Bruce Gnade、 CMOSおよびフレキシブル・エレクトロニクス技術への材料貢献に対して。
- 2022年 - Albert Wang、 集積回路における 3Dヘテロジニアス統合の信頼性に対する先駆的な貢献に対して。
- 2023年 - Mukta Farooq、3D ICのための新しいヘテロジニアス・インテグレーション・アーキテクチャの開発。
- 2024年 - Yue Kuo、薄膜トランジスタへの顕著な貢献に対して。